# Campeonato Europeo de Halterofilia de 1934
El XXV Campeonato Europeo de Halterofilia se celebró en Génova (Italia) entre el 9 y el 10 de noviembre de 1934 bajo la organización de la Federación Europea de Halterofilia (EWF) y la Federación Italiana de Halterofilia.

## Medallistas
| Evento   | Oro                                                     | Plata                               | Bronce                           |
| -------- | ------------------------------------------------------- | ----------------------------------- | -------------------------------- |
| 60 kg    | Attilio Bescapè Italia 285,0                            | Max Walter Alemania 285,0           | Franz Andrysek · Austria · 282,5 |
| 67,5 kg  | René Duverger · Francia · Robert Fein · Austria · 312,5 | —                                   | Adolf Wagner Alemania 295,0      |
| 75 kg    | Rudolf Ismayr Alemania 347,5                            | Theodor Heitzmann · Austria · 332,5 | Karl Hipfinger · Austria · 330,0 |
| 82,5 kg  | Fritz Haller · Austria · 370,0                          | Eugen Deutsch Alemania 365,0        | Josef Zeman · Austria · 342,5    |
| +82,5 kg | Václav Pšenička Checoslovaquia 385,0                    | Josef Manger Alemania 382,5         | Josef Straßberger Alemania 382,5 |

1. 1 2 3  Fuerza (kg) + arrancada (kg) + dos tiempos (kg) = TOTAL (kg)

## Medallero
| Núm. | País           | Oro | Plata | Bronce | Total |
| ---- | -------------- | --- | ----- | ------ | ----- |
| 1    | Austria        | 2   | 1     | 3      | 6     |
| 2    | Alemania       | 1   | 3     | 2      | 6     |
| 3    | Checoslovaquia | 1   | 0     | 0      | 1     |
| 3    | Francia        | 1   | 0     | 0      | 1     |
| 3    | Italia         | 1   | 0     | 0      | 1     |
|      | TOTAL          | 6   | 4     | 5      | 15    |